# Bolter Kanal

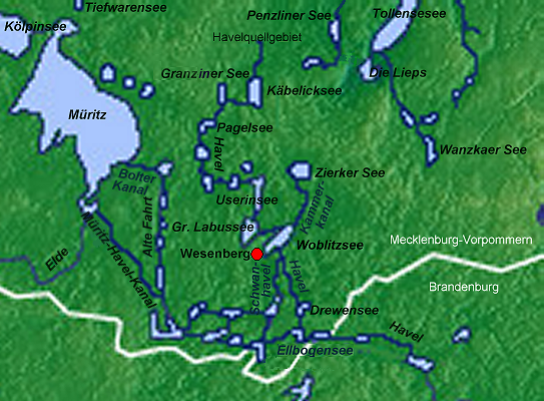
Bolter Kanal als Teil der Alten Fahrt

Der Bolter Kanal liegt im Müritz-Nationalpark.

## Bedeutung
Der Bolter Kanal und die Schleuse Bolter Mühle in Mecklenburg sollen zwischen 1832 und 1837 als erste schiffbare Verbindung zwischen der Müritz und Berlin entstanden sein. Über den Caarpsee und den Woterfitzsee verbindet er das südöstliche Ufer der Müritz mit dem Leppinsee. Mit der sich anschließenden Seenkette war eine schiffbare Verbindung zwischen den (westlichen) Eldegewässern und den (östlichen) Havelgewässern geschaffen, die 100 Jahre später – nach dem Bau des Mirower Kanals mit der Schleuse Mirow – zur Alten Fahrt (Müritz) wurde. An Stelle der Schleuse Bolter Mühle steht heute ein Wehr. Der rund 2 km lange Bolter Kanal zwischen Müritz und Bolter Mühle zählt zu den so genannten sonstigen Binnenwasserstraßen des Bundes in der Zuständigkeit des Wasserstraßen- und Schifffahrtsamtes Oder-Havel.

## Literatur

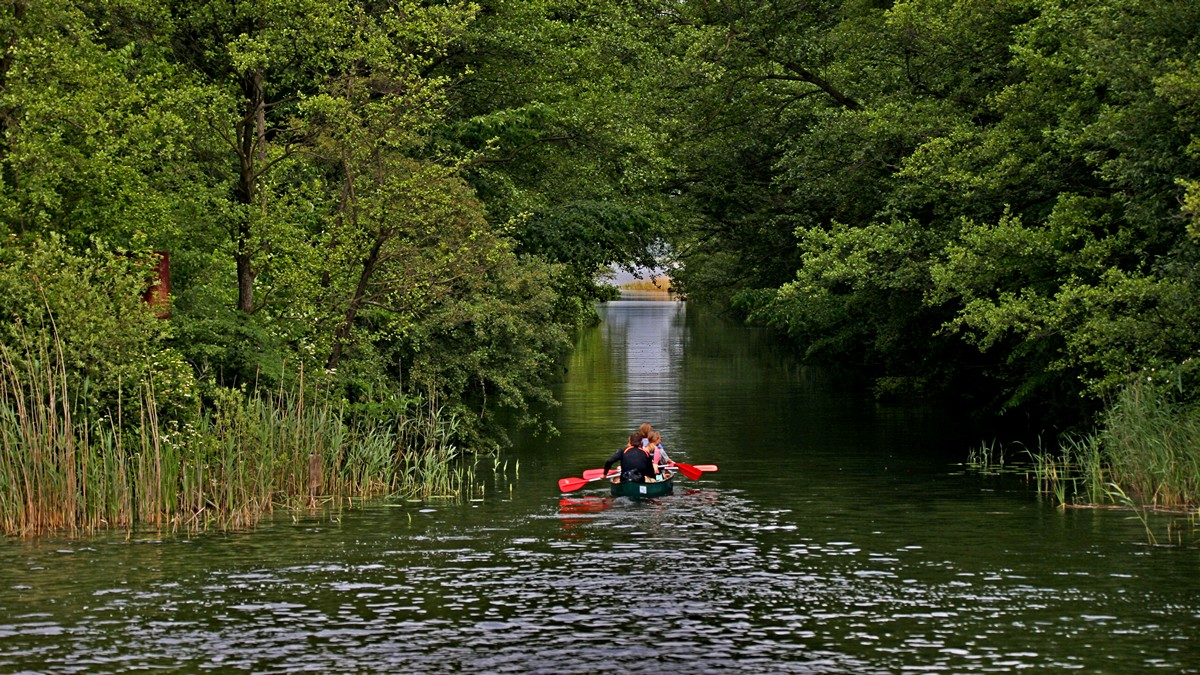
Leppinsee, Einfahrt zum Bolter Kanal